# Annelundsmotet

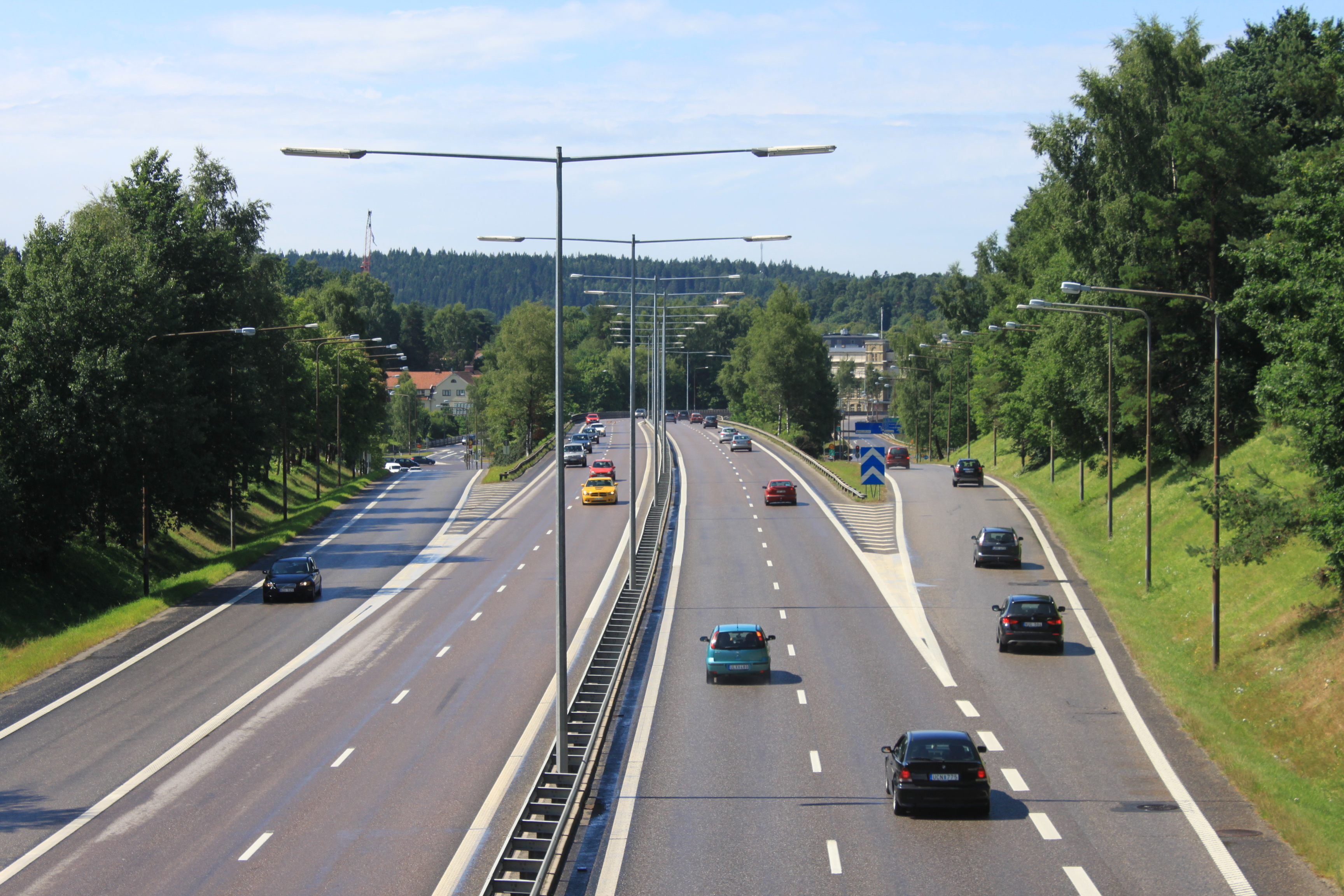
Annelundsmotet sett från Klippbron.

Annelundsmotet, avfartsnummer 86, är en trafikplats i Borås längs motorvägen riksväg 40. I trafikplatsen ansluter riksväg 41 och riksväg 42 till riksväg 40. Annelundsmotet utgör dessutom början/slutet på riksväg 41 och riksväg 42.  Fram till år 2015 anslöt även riksväg 27 till Annelundsmotet, men den ansluter numera till riksväg 40 längre västerut, vid Viaredsmotet (tpl 83).
Trafikplatsen är uppbyggd på sådant sätt att riksväg 40 går på bro över den korsande undre vägen, Söderleden. Korsningarna mellan av/påfarterna från riksväg 40 och Söderleden är trafikljusreglerade. Av/påfartsramperna är raka.
Närmast söder om Annelundsmotet, längs Söderleden, går riksväg 41. Norr om Annelundsmotet går fortsättningen på Söderleden, kallad Arlagatan, vidare norrut som fyrfilig väg. Några hundra meter norr om trafikplatsen byter vägen namn till Kungsgatan. Från Annelundsmotet och norrut längs denna väg går riksväg 42.
Hastighetsbegränsningen genom trafikplatsen är 70 km/h på riksväg 40 och 50 km/h på Söderleden/Arlagatan.